# Brits-Nederlandse betrekkingen
De Brits-Nederlandse betrekkingen zijn de internationale betrekkingen tussen Nederland en het Verenigd Koninkrijk. Nederland en het Verenigd Koninkrijk zijn belangrijke politieke en economische partners van elkaar. Tony Blair en Wim Kok stemden de intensieve relaties tussen de twee landen in februari 1999 nauw op elkaar af. Nederland en het Verenigd Koninkrijk werken in de EU nauw samen op de terreinen buitenlandse politiek, sociale zaken en werkgelegenheid en de verschillende krijgsmachtonderdelen. Minstens veertig Nederlandse steden zijn zustersteden met Britse steden. De Engelse taal en de Nederlandse taal zijn beide West-Germaanse talen. De Friese taal, een minderheidstaal in Nederland, lijkt het meest op het Engels. 87% van de Nederlanders heeft het Engels als tweede taal.
Nederland heeft een ambassade in Londen en een netwerk van honorair consulaten in het VK, Guernsey, Gibraltar en Bermuda. Het Verenigd Koninkrijk heeft een ambassade en een consulaat in Den Haag. Het Verenigd Koninkrijk heeft ook consulaten in Willemstad op Curaçao en in Philipsburg, Sint Maarten.
Er bestaan ook sterke banden tussen Anguilla, dat behoort tot de Britse overzeese gebieden, en Sint Maarten.

## Landenvergelijking
|                 | Verenigd Koninkrijk                                                                               | Nederland |
| --------------- | ------------------------------------------------------------------------------------------------- | --- |
| Bevolking       | 65.761.117 (2020)                                                                                 | 17.280.397 (2020) |
| Oppervlakte     | 242.495 km²                                                                                       | 41.543 km² |
| Dichtheid       | 271,2/km² (2020)                                                                                  | 416/km² (2020) |
| Hoofdstad       | Londen                                                                                            | Amsterdam |
| Regeringsvorm   | Constitutionele monarchie - Parlementaire democratie                                              | Constitutionele monarchie - Parlementaire democratie                                                                                                |
| Officiële talen | o.a. Engels                                                                                       | Nederlands, Fries |
| Religie         | 71,8% christelijk, 2,8% islamitisch, 1% hindoeïstisch, 9,3% overige religies, 15,1% geen gezindte | 43,7% christelijk (27,0% rooms-katholiek, 15,7% protestants, 1,0% overig christelijk), 5,7% islamitisch, 2,3% overige religies, 48,2% geen gezindte |

## Geschiedenis

### Engels-Nederlandse oorlogen
De Engels-Nederlandse oorlogen waren vier zeeoorlogen tussen Nederland en Engeland (en Groot-Brittannië, drie in het derde kwart van de 17de en de laatste, tijdens de Vierde Engels-Nederlandse Oorlog) en honderd jaar later in 1784. De eerste twee oorlogen waren hoofdzakelijk om de eigen handelsroutes te beschermen. De derde maakte deel uit van de Hollandse Oorlog en de laatste had nauw te maken met de Amerikaanse Onafhankelijkheidsoorlog

### Glorious Revolution
De Glorious Revolution, ook wel de Revolutie van 1688, was de omverwerping van koning Jacobus II van Engeland (VII van Schotland en II van Ierland) in 1688 door een invasieleger geleid door de Nederlandse stadhouder Willem III van Oranje, die daarna op uitnodiging van een unie van Parlementariërs als echtgenoot van zijn vrouw Maria II van Engeland de Engelse troon besteeg. Willem III van Engeland regeerde samen met zijn vrouw Maria II van Engeland.
De ernstige crisis van koning James II kwam tot een hoogtepunt in 1688, toen de koning, de vader van een zoon Jacobus Frans Eduard Stuart op 10 juni (juliaanse kalender), tot dan toe de troon zou hebben doorgegeven aan zijn dochter, Maria, een protestantse en de vrouw van Willem van Oranje. Het vooruitzicht van een katholieke dynastie in de koninkrijken was nu waarschijnlijk. Dit was tot last van het koninklijke katholicisme en zijn nauwe banden met Frankrijk, de belangrijkste leiders van de Tories waren verenigd met leden van de oppositie Whigs en uiteengezet naar Engeland voor een oplossing voor de crisis door het uitnodigen van Willem van Oranje.
De invasie pogingen maakte een einde aan alle door Engeland, in de Engels-Nederlandse Oorlogen van de 17de eeuw, om de Nederlandse Republiek onderdrukken met militair geweld. Echter, de personele unie, de gemeenschappelijke markt en de samenwerking tussen de Engels en Nederlandse marines verschoof de dominantie in de wereld van de handel vanuit Nederland naar Engeland (en vervolgens naar het Koninkrijk van Groot-Brittannië).

### Acht Artikelen van Londen
De acht artikelen van Londen, ook bekend als het London Protocol van 21 juli 1814, werd een geheim verdrag tussen de grote mogendheden: Verenigd Koninkrijk van Groot-Brittannië en Ierland, Pruisen, Oostenrijk en Rusland om het grondgebied van het huidige België en de Nederland aan Willem I der Nederlanden te geven. Hij aanvaardde dit op 21 juli 1814.

### Verdrag van Londen van 1814
Het Verdrag van Londen van 1814 was een verdrag getekend tussen Groot-Brittannië en Nederland te Londen op 13 augustus 1814. Het werd ondertekend door Henry Robert Stewart en burggraaf van Castlereagh voor Groot-Brittannië en Hendrik Fagel voor Nederland.
In het verdrag stond: dat de koloniale bezittingen van de Nederlandse terug werden gegeven, zoals ze in 1803 waren, vóór het uitbreken van de Napoleontische oorlogen. In Amerika, Afrika en Azië met uitzondering van de Kaap de Goede Hoop en de Zuid-Amerikaanse nederzettingen van Demerara, Essequiboen en Berbice, daar werden de rechten van de Nederlandse handel behouden. De Britten ruilde hun eiland Banca in de Maleise Archipel in ruil voor Kochi en de afhankelijkheden van de kust van Malabar van de Nederlanders. De Nederlanders droegen ook het district Barnagore over, vlak bij Calcutta, in ruil voor een jaarlijkse vergoeding. Het verdrag was ook een verklaring van 15 juni 1814, dat de Nederlandse schepen voor de slavenhandel niet langer waren toegestaan in de Britse havens en ze waren het erover eens dat deze beperking zou worden uitgebreid tot een verbod op betrokkenheid bij de slavenhandel door de Nederlandse burgers. De Britten en de Nederlanders sproken af om met elkaar 2.000.000 pond te investeren op het verbeteren van de verdediging van de Lage Landen. Meer middelen, van maximaal 3.000.000 pond, worden vermeld voor de "definitieve en bevredigende regeling van de Lage Landen in de unie met Nederland." Geschillen die voortvloeien uit dit verdrag waren het onderwerp van het Verdrag van Londen van 1824.

### Verdrag van Londen van 1824
Het Verdrag van Londen van 1824) was een verdrag getekend tussen het Verenigd Koninkrijk en het Verenigd Koninkrijk der Nederlanden te Londen op 17 maart 1824. Het verdrag was tot 1814 het oplossen van geschillen die voortvloeiden uit de uitvoering van het Verdrag van Londen van 1814. Het verdrag werd ondertekend door Hendrik Fagel en Anton Reinhard Falck voor Nederland en George Canning en Charles Williams Watkin Wynn voor het Verenigd Koninkrijk.

### Verdrag van Londen van 1839
Het Verdrag van Londen van 19 april 1839, ook bekend als het Verdrag der XXIV artikelen, markeert de definitieve internationale erkenning van de Belgische onafhankelijkheid

### Tweede Wereldoorlog
Tijdens de Tweede Wereldoorlog waren het Verenigd Koninkrijk en Nederland goede bondgenoten. Na de Duitse bezetting van Nederland, waren koningin Wilhelmina der Nederlanden en de Nederlandse regering in staat hun toevlucht te zoeken in Groot-Brittannië. De Koninklijke Nederlandse Marine had te weten gekregen dat de meeste van haar schepen naar Engeland werden gesleept.
Een paar Nederlandse vliegers waren ook ontsnapt en ging bij de RAF vechten in de Battle of Britain.

## Politieke relaties
Het Verenigd Koninkrijk en Nederland hebben een sterke relatie. Beide landen zijn ook lid van de NAVO en de OVSE. Beide landen worden gerund onder een constitutionele monarchie. Voormalig koningin Beatrix der Nederlanden is de 819e in de lijn van de Britse troonopvolging.
Het Verenigd Koninkrijk en Nederland werken samen aan een project om mensen te helpen het leven in de ontwikkelingslanden aan te passen aan de opwarming van de Aarde.
De Infra-Rood Astronomische Satelliet was de eerste ooit in de ruimte gestationeerde observatorium om uit te voeren naar een enquête van de gehele hemel op infrarode golflengten. Deze werd gelanceerd op 25 januari 1983, haar missie duurde tien maanden. De telescoop was een gezamenlijk project van Nederland (NIVR) en het Verenigd Koninkrijk (SERC), alsmede de Verenigde Staten.

## Economische relaties
Het Verenigd Koninkrijk en Nederland zijn nauwe economische partners. Shell, Unilever en Reckitt Benckiser zijn Brits-Nederlandse bedrijven. Er bestaat een Nederlands-Britse Kamer van Koophandel met het oog op economische samenwerking tussen de twee landen. De Nederlands-Britse handel wordt gekenmerkt door goede betrekkingen, een transparant juridisch kader, een geavanceerd financieel dienstensysteem, goede vervoersverbindingen en geografische nabijheid. De vervoersmogelijkheden tussen de twee landen is sterk verbeterd, waardoor er tegenwoordig verbindingen zijn per trein, Eurostar, veerboot of vliegtuig. Nederland en het Verenigd Koninkrijk zijn verbonden door de veerdiensten van Rotterdam-Hull, Hoek van Holland-Harwich en IJmuiden-Newcastle.

## Gewapende strijdkrachten
Het Britse en Nederlandse strijdkrachten hebben nauwe betrekkingen. De Royal Marines en het Korps Mariniers zijn gelieerd hoewel een 'Bond van de vriendschap.
Sinds 1973 hebben eenheden van het Korps Mariniers deel uitgemaakt van de Britse 3 Commando Brigade tijdens oefeningen en echte conflictsituaties. Samen vormen deze de UK / NL Landing Force. Of de eerste of de tweede mariniersbataljon kunnen worden toegewezen als de Nederlandse bijdrage aan deze kracht.
De samenwerking tussen het Korps Mariniers en de Koninklijke Marine heeft geleid tot een uitgebreide integratie op het gebied van operaties, logistiek en materialen. Binnen de NAVO wordt dit gezien als een typisch voorbeeld van wat bereikt kan worden in militaire integratie.
Het Korps Mariniers en de Koninklijke Marine hebben een lange geschiedenis van samenwerking. Tijdens de gecombineerde acties van de Britse en Nederlandse marines tijdens de Oorlog van de Spaanse Successieoorlog (1702-1713), amfibische operaties werden uitgevoerd, de belangrijkste is het Beleg van Gibraltar in 1704. Tijdens deze actie, was een succesvolle aanval uitgevoerd tegen het fort van Gibraltar door een sterke 1800-brigade van de Nederlandse en Britse mariniers onder bevel van prins George van Hessen-Darmstadt. Beide korpsen deelden deze strijd eer.
De bijnaam van de Nederlandse mariniers onder hun Britse tegenhangers Royal Marine is "Cloggies," vanwege het stereotype dat de meeste of alle Nederlanders klompen dragen, in plaats van "normale" schoenen.

## Emigratie
Er wonen ongeveer 40.438 Nederlanders in het Verenigd Koninkrijk en er wonen ongeveer 44.000 Britten in Nederland.